# Alfred de Liechtenstein
 (février 2019).
Si vous disposez d'ouvrages ou d'articles de référence ou si vous connaissez des sites web de qualité traitant du thème abordé ici, merci de compléter l'article en donnant les références utiles à sa vérifiabilité et en les liant à la section « Notes et références ».
Alfred de Liechtenstein, né le 11 juillet 1842, mort le 8 octobre 1907, est un homme politique du Liechtenstein.

## Biographie
Fils du prince Franz de Paula Joachim de Liechtenstein et de la comtesse Ewa Józefina Potocka. En 1865, il épouse Henriette de Liechtenstein.
De cette union naissent :
- François de Liechtenstein (1868-1929), qui renonce à ses droits au trône le 26 février 1923 en même temps que son frère cadet Aloïs (le prince régnant Jean II en informe[1] le gouvernement par lettre manuscrite datée du 15 mars 1923).
- Aloïs de Liechtenstein (1869-1955). (dont postérité : il est le père de François-Joseph II et le grand-père de l'actuel prince Hans-Adam II)
- Marie-Thérèse de Liechtenstein (1871-1964), célibataire et sans descendance bien qu’approchée par le duc de Madrid en 1894.
- Jean de Liechtenstein (1873-1959) qui épouse en 1906 Marie Andrassy (1886-1961). (dont postérité)
- Alfred de Liechtenstein (1875-1930) qui épouse en 1912, Thérèse-Marie d'Œttinghem-Wallerstein (1887-1971). (dont postérité : il est le grand-père du prince Gundakar de Liechtenstein, époux de Marie d'Orléans.)
- Henri de Liechtenstein (1877-1915).
- Charles-Aloïs de Liechtenstein (de) (1878-1955) qui épouse en 1921 la duchesse Élisabeth d'Urach (de) (1894-1962) (dont postérité)
- Georges de Liechtenstein (1880-1931).